# Billy Ray Smith (giocatore di football americano 1961)
Billy Ray Smith detto junior (Fayetteville, 10 agosto 1961) è un ex giocatore di football americano statunitense che ha militato nel ruolo di linebacker nella National Football League (NFL).

## Carriera
Al college Smith giocò a football ad Arkansas venendo premiato unanimemente come All-American per due volte. Fu scelto dai San Diego Chargers come quinto assoluto nel Draft NFL 1983. Fu premiato come miglior giocatore della squadra nel 1987 e come suo difensore dell'anno nel 1985 e 1986, anno quest'ultimo in cui ebbe un primato personale di 11 sack. Vi giocò per tutta la carriera fino al 1992 e nel 2009 i tifosi lo votarono come uno dei 50 migliori giocatori dei Chargers di tutti i tempi.

## Palmarès
- Second-team All-Pro: 1

1989
- College Football Hall of Fame

## Vita privata
È il figlio di Billy Ray Sr., che giocò per 13 anni nella NFL.